# Fernanda Montenegro

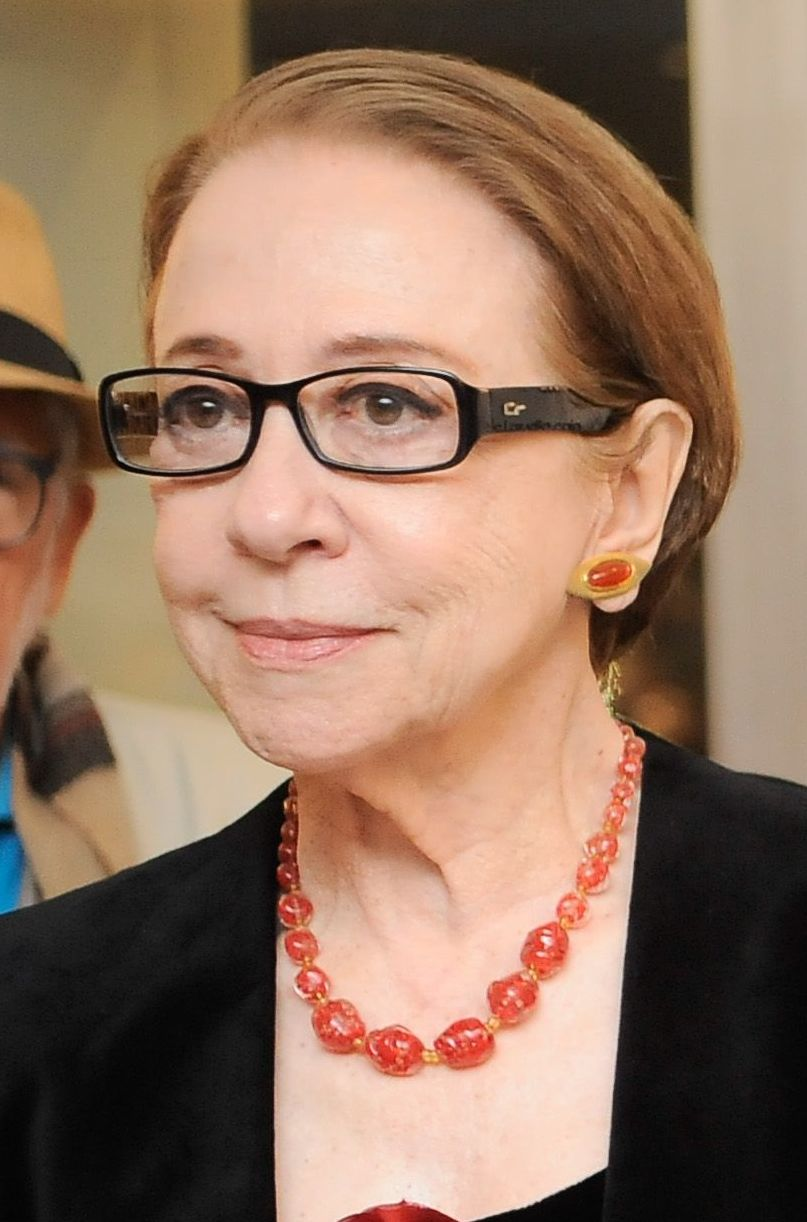
Fernanda Montenegro

Arlette Pinheiro Esteves Torres ONM (sinh ngày 16 tháng 10 năm 1929) nổi tiếng hơn với nghệ danh Fernanda Montenegro, là một diễn viên sân khấu, truyền hình và phim người Brasil. Được bầu chọn là một trong những nữ diễn viên người Brasil vĩ đại nhất mọi thời đại, cô thường được gọi là phụ nữ vĩ đại của nhà hát, điện ảnh và kịch ở Brasil. Cô là người Brasil duy nhất được đề cử giải Oscar cho Nữ diễn viên xuất sắc nhất. Cô cũng là nữ diễn viên duy nhất được đề cử cho giải Oscar sau một buổi biểu diễn bằng tiếng Bồ Đào Nha. Ngoài ra, cô là người Brasil đầu tiên giành giải Emmy quốc tế trong hạng mục nữ diễn viên xuất sắc nhất trong buổi biểu diễn tại Doce de Mãe (2013).
Trong số các giải thưởng quốc gia và quốc tế mà cô nhận được trong sự nghiệp hơn 60 năm của mình, năm 1999 cô được trao tặng khen thưởng dân sự cao nhất của đất nước, Huân chương khen thưởng quốc gia, "ghi nhận tác phẩm xuất sắc của cô ấy trong nghệ thuật biểu diễn Brasil" bởi tổng thống Fernando Henrique Cardoso. Ngoài việc được trao giải Molière năm lần, Fernanda Montenegro là người nhận ba lần giải thưởng Thống đốc bang São Paulo, và cũng đã giành giải Sliver Bear tại Liên hoan phim Berlin lần thứ 48 năm 1998 vì vai diễn của cô ấy là " Dora "trong phim Central Station của Walter Salles, một vai diễn đã giúp cô giành được đề cử cho giải Oscar với hạng mục nữ diễn viên xuất sắc nhất và giải Quả cầu vàng cho nữ diễn viên xuất sắc nhất trong một bộ phim ấn tượng vào năm 1999. Trong truyền hình, cô là nữ diễn viên đầu tiên ký hợp đồng với Tupi TV, năm 1951, nơi cô đóng vai chính trong các chương trình truyền hình trực tiếp dưới sự chỉ đạo của Fernando Torres, Sérgio Britto và Flávio Rangel. Cô xuất hiện lần đầu trong các vở opera vào năm 1954 với vai A Muralha trên RecordTV, nơi cô cũng xuất hiện trong các tác phẩm khác sau này. Cô đã làm việc ở phần lớn các đài truyền hình chính của Brasil, như TV Band, Cultura TV, RecordTV e Globo TV.
Năm 2013, cô được tạp chí Forbes bình chọn là người nổi tiếng có ảnh hưởng lớn thứ 15 tại Brasil. Trong Lễ khai mạc Thế vận hội Mùa hè 2016, Fernanda đọc bài thơ "A Flor e a Náusea" của Carlos Drummond de Andrade, được viết bằng tiếng Anh bởi Judi Dench.